# Andrea Demirović
Andrea Demirović (cirill írással: Андреа Демировић; Titograd, 1985. június 17. –) montenegrói énekesnő. Just Get Out of My Life című számát a 2009-es Eurovíziós Dalfesztiválon is elénekelte, de az elődöntőből nem jutott tovább.

## Élete
2002-ben tört be a zeneiparba a Sunčane Skale fesztiválon, ekkor ismerte meg a közönség. Utána sikereket ért el regionális fesztiválokon Montenegróban, Szerbiában, Horvátországban és a volt jugoszláv államokban. Többször bekerült az Eurovíziós Dalfesztivál szerb és montenegrói nemzeti döntőjébe is. 2005-ben a saját számával (amit ő írt és szerezte a zenéjét) részt vett az akkor még Szerbia és Montenegró nemzeti döntőjében, ám nem sikerült kijutnia. 2006-ban City Records kiadta Andrea című első albumát. Következő albumát csak három év múlva adta ki, 2009-ben, melyről eső kislemeze a The Queen of the Night volt. 2008-ban újra megpróbált kijutni az Eurovízióra, de ez sem sikerült neki, ugyanis második lett a Nemzeti döntőben. Andrea jelenleg a cetinjei Zenei Akadémia – Zenetanári szakán tanul. 2010-ben felkérték a Podgorica, volim te (Podgorica, szeretlek) című film szerepére, amit el is vállalt.

## 2009-es Eurovíziós Dalfesztivál
2009. január 23-án a montenegrói nemzeti döntőn ő kapta a legtöbb pontot, így kiharcolta a 2009-es Eurovíziós Dalfesztiválon való részvétel jogát. Ő volt az első női énekes, aki képviselte Montenegrót az Eurovízión. Május 12-én ő nyitotta meg az első elődöntőt, 44 kapott ponttal 11. lett és egy hellyel csúszott le a döntőről. Mindezek ellenére eddig ő volt a legjobban szereplő montenegrói énekes az Eurovíziós Dalfesztiválokon egészen 2014-ig.